# We, the Animals, Squeak!
We, the Animals, Squeak! est un cartoon, réalisé par Bob Clampett et sorti en 1941, qui met en scène Porky Pig.